# Myrmica zojae
Myrmica zojae  (лат.) — вид мелких муравьёв рода Myrmica (подсемейство мирмицины).

## Распространение
Россия: Южный Урал и Алтай

## Описание
Мелкие коричневые муравьи длиной около 5 мм с короткими шипиками заднегруди.  Скапус усика рабочих угловатый на изгибе и с крупной лопастью; петиоль с явным стебельком спереди. Стебелёк между грудкой и брюшком состоит из двух члеников: петиолюса и постпетиолюса (последний четко отделен от брюшка), жало развито, куколки голые (без кокона). Брюшко гладкое и блестящее. Ксерофильный вид, предпочитающий степные участки; строит почвенные гнёзда.

## Систематика
Близок к видам из группы Myrmica lobicornis-group, отличаясь от них короткими проподеальными шипиками заднегруди, формой петиоля и изгибом скапуса усиков. Вид был впервые описан в 1994 году украинским энтомологом А. Г. Радченко (Украина). Название вида M. zojae дано в честь российского мирмеколога Зои Александровны Жигульской (Институт биологических проблем Севера ДВО РАН, Магадан), собравшей типовую серию в 1964 году в Курайской котловине (ю.-в. Алтай).